# ソムジット・ジョンジョーホー
ソムジット・ジョンジョーホー（タイ語: สมจิตร จงจอหอ, Somjit Jongjohor, 男性、1975年1月19日 - ）は、タイのアマチュアボクサー。ナコーンラーチャシーマー県、ムアンナコーンラーチャシーマー郡のタムボン・チョーホー出身。

## 経歴
2003年に祖国のタイで開催された2003年世界ボクシング選手権大会では決勝でフランスのジェローム・トマを破って金メダルを獲得した。2004年に出場したアテネオリンピックでは、抽選に恵まれず金メダルを獲得することになるキューバのユリオルキス・ガンボアと2回戦で当たり敗れた。このオリンピックで銀メダルを獲得したのは2003年世界ボクシング選手権大会の決勝でジョンジョーホーが破ったジェローム・トマであった。2005年世界ボクシング選手権大会では初戦でキューバのサウスポーのアンドリ・ラフィタと当たり、初の対戦となるサウスポーのボクサーとの戦いに動揺し14分16秒で敗れた。2006年アジア競技大会ではいままでに3度の勝利経験のあるフィリピンのヴィオリト・パイラに15-31の判定で敗れ銀メダルに終わった。2007年世界ボクシング選手権大会では決勝まで勝ち進んだものの、同じタイのサウスポーであるラウシー・ウォーレンに敗れ、銀メダルとなった。
2008年の北京オリンピックではこの大会を自身の選手としての最後の大会と位置付けて、引退後はタイのボクシングナショナルチームのコーチに転身することを表明して挑んだ。決勝では2005年の世界ボクシング選手権大会で敗れているキューバのアンドリ・ラフィタを8-2で破り自身初のオリンピックのメダルである金メダルを獲得した。2009年3月6日、タイのスポーツ新聞紙サイアム・スポーツによる2008年度のスポーツ大賞では一般部門とアマチュア部門の2部門で受賞を果たしている。
選手としての引退後、2009年の3月6日にはアルバム「Nak Rak Samak Len」をリリースし歌手デビュー、2015年9月にはパクチョンにSOMJIT GYMをオープンし、運営している。